# أمينة بلوزداد
أمينة بلوزداد مذيعة وصحفية تلفزيونية جزائرية وُلدت خلال العام 1931م من عائلة بسيطة تقطن بأحد أحياء بلكور بمدينة الجزائر.

## التلفزيون
عملت «أمينة بلوزداد» بالمؤسسة العمومية للتلفزيون في الجزائر خلال الفترة الممتدة من 1962م إلى 1982م.

## الوفاة
توفيت «أمينة بلوزداد» بتاريخ 29 سبتمبر 2015م في الجزائر العاصمة عن عمر ناهز 83 عاما · .
وتم دفنها إثر ذلك في مقبرة سيدي أمحمد بوقبرين بجانب أقاربها محمد بلوزداد وحسيبة بن بوعلي.

### مواضيع ذات صلة
- قائمة أعلام الجزائريين
- محمد بلوزداد
- عثمان بلوزداد
- بلدية بلوزداد
- مقبرة سيدي أمحمد بوقبرين

### فيديوهات
- حوار مع أمينة بلوزداد على يوتيوب
- نبأ وفاة أمينة بلوزداد على يوتيوب
- نبأ وفاة أمينة بلوزداد على يوتيوب
- نبأ وفاة أمينة بلوزداد على يوتيوب
- جنازة أمينة بلوزداد على يوتيوب